# Dedo del pie en martillo
El dedo en martillo o dedo del pie en martillo es el nombre que se le da a una deformidad de un dedo, principalmente la tercera falange del pie, en que adopta una actitud flexionada, doblando el extremo del dedo hacia abajo.

## Causa
Se puede deber a una insuficiencia del tendón extensor largo del dedo afectado por ruptura o fibrosis, o por presión de un juanete o bien puede que sea una trastorno congénito. El tendón extensor se trifurca en cintillas que llegan a insertarse distalmente en la última falange. La función de estos tendones es extender el dedo, tal como ocurre al abrir la mano. Cualquier trauma agudo o crónico, que cause una flexión forzada de un dedo, como el choque con una pelota de béisbol, por ejemplo, las cintillas del tendón extensor pueden rasgarse de sus puntos de inserción, causando un dedo en martillo. Por su asociación a traumas deportivos se le llama con frecuencia dedo de pelotero.

## Síntomas
La deformidad puede causar presión sobre el calzado al caminar, produciendo incomodidad inicial e irritación por fricción, progresando a dolor del pie, tobillo e incluso de la cadera. Con frecuencia se forman callos alrededor del dedo afectado y verrugas plantares.

## Diagnóstico
La inspección clínica del dedo afectado es por lo general suficiente para el diagnóstico correcto. Ocasionalmente, una radiografía sea recomendada, en especial si se sospecha que el tendón en cuestión haya astillado el hueso al que está insertado.

## Tratamiento
Fisioterapia. En la mayoría de los casos se le asigna una férula al dedo o dedos afectados. Ocasionalmente, se trata quirúrgicamente, para casos más severos, aunque no hay pruebas suficientes para determinar cuándo está indicada la cirugía, por medio de artroplastia (retirando uno o más huesos del dedo) o artrodesis (reubicación de los huesos).